# Helmuth Markov
Pour les articles homonymes, voir Markov.
Helmuth Markov, né le 5 juin 1952 à Leipzig, est un homme politique allemand membre de Die Linke. Il est ministre de la Justice du Land de Brandebourg de 2014 à 2016.

## Biographie

### Formation
En 1970, il termine sa formation de libraire dans l'enseignement professionnel. Il part alors à l'Institut polytechnique de Kiev pour y suivre des études de génie électrique. Ayant adhéré en 1973 au Parti socialiste unifié d'Allemagne (SED), il sort diplômé de l'institut trois ans plus tard.

### Activités professionnelles
Il travaille ensuite jusqu'en 1978 comme employé chargé des contrats de licence internationaux, puis devient chef de département pour la recherche et le développement en matière électrique en 1982. Deux ans plus tard, il obtient son doctorat en génie électrique.
En 1990, il intègre le secteur privé comme directeur de la société Eltese GmbH à Angermünde.

### Député régional de Brandebourg
Cette même année, le SED transforme en Parti du socialisme démocratique (PDS) et intègre le jeu démocratique dans les Länder de l'ancienne Allemagne de l'Est. Il se présente alors aux élections régionales dans le nouveau Land de Brandebourg et est élu député au Landtag. Il y prend en 1993 la présidence du groupe du PDS, alors dans l'opposition, et l'occupe deux ans.

### Député européen
À l'occasion des élections européennes de juin 1999, il est élu député au Parlement européen.
Réélu également en juin 2004 et juin 2009, il est vice-président de la commission de la Politique régionale, des Transports et du Tourisme tout au long de son premier mandat, puis président de la commission du Commerce international entre 2007 et 2009. En 2007, il rejoint Die Linke, successeur du PDS.

### Ministre de Brandebourg
Après les élections régionales de septembre 2009, le ministre-président social-démocrate du Brandebourg Matthias Platzeck décide de former une coalition rouge-rouge. En conséquence, Helmuth Markov est nommé vice-ministre-président et ministre des Finances du Land le 6 novembre. Il est reconduit dans ses fonctions lorsque Dietmar Woidke prend la succession de Platzeck en août 2013.
Le 21 janvier 2014, il prend la suite de Volkmar Schöneburg en tant que ministre de la Justice, cédant son précédent ministère au nouveau président régional de Die Linke, Christian Görke. À la fin de cette même année, le 5 novembre, il est à nouveau désigné pour siéger au gouvernement de Brandebourg. Il perd son titre de vice-ministre-président au profit de Görke, tandis que son portefeuille est élargi, ce qui le fait devenir ministre de la Justice, des Affaires européennes et de la Protection des consommateurs.